# Cricklewood Green
Cricklewood Green är bandet Ten Years Afters femte album, utgivet i april 1970. Det innehåller gruppens största brittiska singelhit, "Love Like a Man" som nådde tiondeplatsen på UK Singles Chart. Albumet var det sista med gruppen som gavs ut i både mono och stereoversioner, och även det sista på skivbolaget Deram som gavs ut i mono.

## Låtlista
Alla låtar är skrivna av Alvin Lee.

### Original-LP
1. "Sugar the Road" – 4:05
2. "Working on the Road" – 4:16
3. "50,000 Miles Beneath My Brain" – 7:37
4. "Year 3,000 Blues" – 2:23
5. "Me and My Baby" – 4:10
6. "Love Like a Man" – 7:37
7. "Circles" – 3:59
8. "As the Sun Still Burns Away" – 4:45

### Bonusspår från 2002 års CD-utgåva
1. "Warm Sun" – 3:06
2. "To No One" – 3:49

## Medverkande
- Alvin Lee — sång, gitarr
- Ric Lee — trummor
- Leo Lyons — elbas
- Chick Churchill — piano, orgel

## Listplaceringar
| Lista (1970)   | Position           |
| -------------- | ------------------ |
| Danmark        | 5                  |
| Finland        | 8                  |
| Frankrike      | 14                 |
| Kanada         | 11 (RPM)           |
| Norge          | 8 (VG-lista)       |
| Storbritannien | 4                  |
| USA            | 14 (Billboard 200) |
| Västtyskland   | 8                  |